# Stronger Than Ever
Stronger Than Ever è un album in studio del gruppo musicale tedesco Grave Digger, pubblicato nel 1986 a nome Digger.

## Tracce
1. Wanna Get Close – 4:35
2. Don't Leave Me Lonely – 4:21
3. Stronger than Ever – 4:34
4. Moonriders – 3:46
5. Lay It On – 3:04
6. I Don't Need Your Love – 4:21
7. Listen to the Music – 3:51
8. Stay till the Morning – 3:53
9. Stand Up and Rock – 3:59
10. Shadows of the Past – 2:45